# Carmenta surinamensis
Carmenta surinamensis là một loài bướm đêm thuộc họ Sesiidae. Nó được miêu tả bởi Möschler năm 1878, và được tìm thấy ở Brasil, Surinam, Guyana, Trinidad, Panama, và Costa Rica. The larva of the species have been có ở seeds of the plant Prioria copaifera, cũng như plants in the genera Pentaclethra, và Mora.